# كسوف الشمس في 23 سبتمبر 1699
 حدث كسوف كلي للشمس في 23 سبتمبر 1699. يحدث الكسوف الشمسي عندما يمر القمر بين الأرض والشمس، وبالتالي يحجب صورة الشمس كليًا أو جزئيًا لمشاهد على الأرض. يحدث كسوف كلي للشمس عندما يكون قطر القمر أكبر من قطر الشمس، مما يحجب جميع أشعة الشمس المباشرة، ويحول النهار إلى ظلام. يحدث الكلي في مسار ضيق عبر سطح الأرض، مع كسوف جزئي للشمس مرئي على المنطقة المحيطة بعرض آلاف الكيلومترات. المسار الضيق للكلي قطع الزاوية الشمالية الشرقية من اسكتلندا، بما في ذلك ويك.